# Caulophacus antarcticus
Caulophacus antarcticus är en svampdjursart som beskrevs av Schulze och Kikrpatrick 1910. Caulophacus antarcticus ingår i släktet Caulophacus och familjen Rossellidae. Inga underarter finns listade i Catalogue of Life.